# ザ・ギター・アズ・オーケストラ
『ザ・ギター・アズ・オーケストラ』（原題：The Experimental Guitar Series Volume 1: The Guitar as Orchestra）は、アメリカ合衆国のミュージシャン、エイドリアン・ブリューが1995年に発表した、ソロ名義では9作目のスタジオ・アルバム。

## 背景
全曲ともブリューのギター演奏だけから成る。ブリューによれば「若き打楽器奏者のようなギタリストの肖像」や「C＃mの森のアカシアを食べる7頭のE♭の象」など、即興演奏を編集した後、オーバー・ダビングを加えてオーケストレーションを施した曲もあれば、「ローレンス・ハーヴェイの絶望」や「ロバート・ウォーカー主演 アルフレッド・ヒッチコックの『見知らぬ乗客』」など、一発録りの即興演奏を元にした曲もあるという。主な使用機材は、ギターがフェンダー・ストラトキャスターとローランド製のギターシンセサイザー（GR-700、GR-50、GR-1）、エフェクターがコルグA3とローランドのディレイ・ユニット、アンプがメサ・ブギーのステレオ・アンプ（プリアンプはトライアクシス）とバグ・エンドのスピーカーである。ブリュー自身は本作を「実験的ギター・シリーズ」の第1作と位置付け、ジャングルの風景や動物の鳴き声、それに原始的なビートをフィーチャーしたアルバム『The Animal Kingdom』を次作として構想しており、同作は最終的に単体のアルバムとしては発表されなかったが、2000年発売のコンピレーション・アルバム『Coming Attractions』には「Animal Kingdom」という曲が収録された。
1996年に発売された日本盤CD (PCCY-01013)には、「ステージ・フライト」がボーナス・トラックとして追加された。

## 評価
Mike DeGagneはオールミュージックにおいて5点満点中2点を付け「ブリューはフェンダー・ストラトキャスター、ギターシンセサイザー、プロセッサーだけを用いて、ピアノやヴァイオリンなど別の楽器で作られたとしか思えない、クラシック的な楽節や楽章を創造した。それは理屈の上では秀逸なアイディアだが、結果的にはむしろ、退屈で輝きのない内容となった」「『夢のしっぽ』のような他のソロ・アルバムを聴いた方が、ブリューの才能を理解できる」と評している。また、『CDジャーナル』のミニ・レビューでは「映画音楽みたいな感じで楽しもう」と評されている。

## 収録曲
全曲ともエイドリアン・ブリュー作。
1. 映画のない映画音楽 - "Score with No Film" - 3:23
2. 若き打楽器奏者のようなギタリストの肖像 - "Portrait of the Guitarist as a Young Drum" - 7:22
3. ピアノ独奏 - "Piano Recital" - 1:42
4. ローレンス・ハーヴェイの絶望 - "Laurence Harvey's Despair" - 2:48
5. ピアノ・バレエ - "Piano Ballet" - 3:35
6. 月の輪 - "Rings Around the Moon" - 3:55
7. C＃mの森のアカシアを食べる7頭のE♭の象 - "Seven E Flat Elephants Eating the Acacia of a C# Minor Forest" - 7:20
8. イフ・オンリー… - "If Only..." - 5:06
9. ロバート・ウォーカー主演 アルフレッド・ヒッチコックの「見知らぬ乗客」 - "Alfred Hitchcock's "Strangers on a Train" Starring Robert Walker" - 9:44
10. 終曲 - "Finale" - 5:35

### 日本盤ボーナス・トラック
1. ステージ・フライト - "Stage Fright"